# Television por la identidad
Televisión por la identidad é uma série de televisão argentina de 2007, que foi dirigida por Miguel Colom, e produzida e exibida pela rede Telefe.

## Enredo
Vencedora do Emmy Internacional 2008 de melhor telefilme ou minissérie, Television por la identidad retrata histórias sobre mulheres grávidas desaparecidas durante o processo de reorganização nacional na Argentina entre os anos de 1976 e 1983, e a busca feitas pelas Avós da Praça de Maio em reencontrar hoje essas crianças. A série foi exibida entre outubro e novembro de 2007, pela rede Telefe, a maior do país.

## Elenco
- Micaela Brusco ... Tatiana
- Celeste Cid ... Julia
- Mariano Torre ...  Juan Cabandié
- Leonora Balcarce ...  Vanina Falco
- Valentina Bassi ... Esther
- Sofía Elliot ... Tatiana
- Carlos Belloso ...  Luis Falco
- Juan Palomino ... Repressor
- Malena Solda ...  Mirta Britos
- Betiana Blum ...  Avó
- Graciela Tenenbaum ...  Teresa Falco
- Soledad Villamil ...  Inés de Sfiligoy
- Fabio Aste ...  Carlos Sfiligoy
- Alberto Fernández de Rosa ... Avô
- Lucas Krourer ... Juan
- Lucrecia Capello ... Carmen
- Mario Moscoso ...  Tio de Juan
- Claudio Gallardou ...  Palhaço Patapúfete
- Cristina Fridman ... Cristina
- Alejandra Flechner ... Zeladora
- Floria Bloise ... Avó da Praça de Maio
- María Bufano ... Avó